# 1911 aux États-Unis
Pour des articles plus généraux, voir Chronologie des États-Unis et 1911.
Chronologie des États-Unis
- 1907
- 1908
- 1909
- 1910
- 1911
- 1912
- 1913
- 1914
- 1915

Cette page concerne des événements d'actualité qui se sont produits durant l'année 1911 du calendrier grégorien aux États-Unis.

## Événements
- 21 janvier[1] : création de la National Progressive Republican League, dirigée par le réformiste Robert La Follette.
- Janvier[2] : accord économique entre les États-Unis et le Canada. Il échoue devant l’opposition des Canadiens.
- 25 mars : incendie de l’usine de confection Triangle Shirtwaist Company à New York. Cent quarante-six salariés, pour la plupart des femmes, trouvent la mort dans l’incendie ou en se jetant par les fenêtres.
- 29 mars : l'US Ordnance Department approuve le pistolet Colt M1911, qui commence à être fabriqué le 28 décembre[3]. Invention de l'armurier John Moses Browning qui révolutionne le système de l'arme à feu, toujours en dotation à l'heure actuelle dans certaines armées.
  - Intervention américaine à Cuba (1911-1912) et au Honduras.
  - 4,5 millions d’immigrants aux États-Unis entre 1911 et 1915.
  - Série de lynchage d'afro-américains dans le Sud des États-Unis, dans l'indifférence générale. Le gouvernement fédéral, disposant de moyens limités, est dans l'impossibilité d'agir et d'appliquer les législations anti-lynchage.